# Siganus luridus
Siganus luridus es una especie de peces marinos de la familia Siganidae, orden Perciformes, suborden Acanthuroidei. 
Su nombre común es sigano nebuloso, y en inglés se utiliza dusky spinefoot (pie de espina oscuro) o squaretail rabbitfish (pez conejo de cola cuadrada).
Es pescado para consumo humano en parte de su rango de distribución geográfica, y ocasionalmente venenoso.

## Morfología
El cuerpo de los Siganidos es medianamente alto, muy comprimido lateralmente. Visto de perfil recuerda una elipse. La boca es terminal, muy pequeña, con mandíbulas no protráctiles. Una de las características distintivas de S. luridus son las largas lengüetas que cubren las fosas nasales. Las mejillas presentan una superficie irregular con protuberancias.
La coloración base de la cabeza, el cuerpo y las aletas, es gris verdoso a marrón. El tórax y el vientre son plateados. No obstante, se dan variaciones en la coloración en ejemplares de distintas regiones. Suelen presentar la coloración del cuerpo dividida por la línea lateral, siendo más oscura la mitad superior que la inferior. Presentan también una franja oscura horizontal uniendo los ojos. 
Cambian su coloración a patrones con manchas o franjas irregulares, y moteado, en tonalidades oscuras, que les proporcionan un camuflaje estratégico, tanto cuando están estresados, como para dormir. 

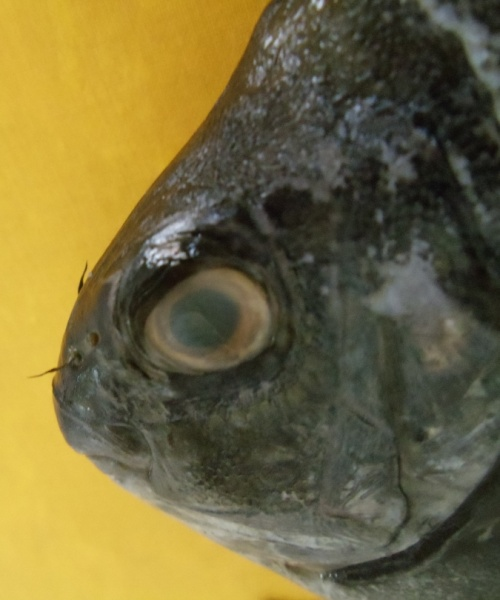
Detalle de cabeza de S. luridus
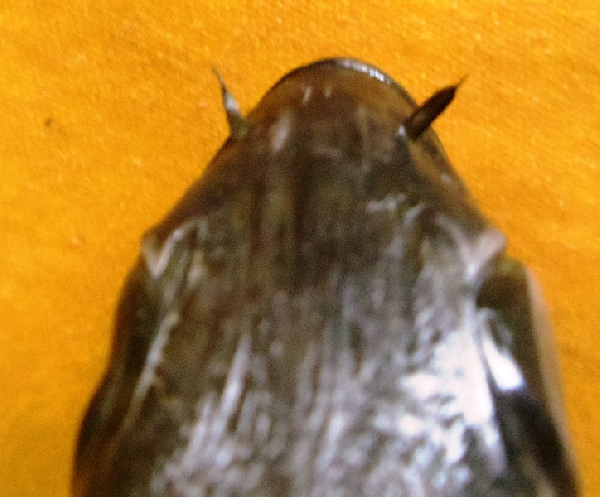
Vista superior de cabeza de S. luridus, mostrando las largas lengüetas de las fosas nasales (nostril)
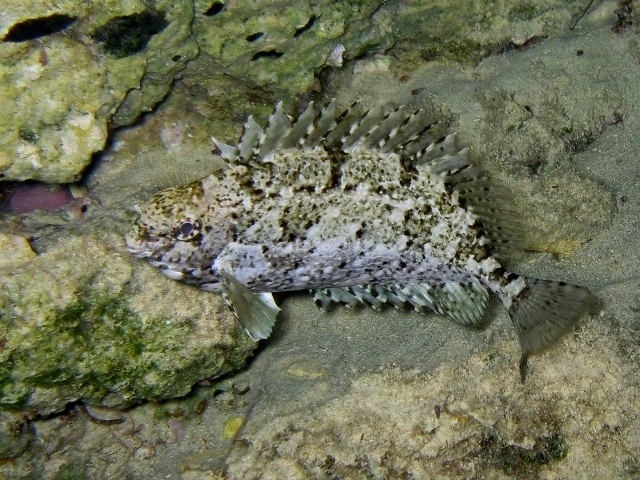
S. luridus mostrando su traje de cammuflaje, isla Kárpatos

Cuentan con 13 espinas y 10 radios blandos dorsales, precedidos por una espina corta saliente, a veces ligeramente sobresaliente, y otras totalmente oculta. La aleta anal cuenta con 7 fuertes espinas y 9 radios blandos. Las aletas pélvicas tienen 2 espinas, con 3 radios blandos entre ellas, característica única y distintiva de esta familia. Las espinas de las aletas tienen dos huecos laterales que contienen glándulas venenosas.
El tamaño máximo de longitud es de 30 cm, aunque el tamaño medio de adulto es de 20 cm.

## Reproducción
Alcanzan la madurez con 13,9 cm de largo, en el caso de los machos, y con 14,2 cm en el de las hembras.
Son ovíparos y de fertilización externa. Los huevos son adhesivos. El desove se produce al oscurecer, en los meses calurosos, coincidiendo con el ciclo lunar. En condiciones de cultivo, de 24°- 27 °C de temperatura, los huevos eclosionan a las 26-32 horas del desove. No cuidan a su prole. 
Poseen un estado larval planctónico, manteniéndose cerca de la superficie del agua, y comenzando a alimentarse a los 3 días, tanto de fitoplancton, como de zooplancton. Desarrollan un estado postlarval, característico del suborden Acanthuroidei, llamado acronurus, en el que los individuos son de forma triangular y transparentes, con algunos radios de las aletas dorsal y pélvicas muy alargados. Se mantienen en estado pelágico, durante un periodo extendido, antes de establecerse en el hábitat definitivo, y adoptar entonces la forma y color de juveniles, para evolucionar posteriormente a la de adultos.

## Alimentación
Son principalmente herbívoros, en porcentajes que oscilan entre el 52 y el 100% de su dieta. Progresan de alimentarse de fitoplancton y zooplancton, como larvas, a alimentarse de macroalgas, pastos marinos y pequeños invertebrados. Entre su dieta se encuentran principalmente algas rojas o verdes, como Halophila stipulacea, Cystoseira sp., Dictyota sp., Polysiphonia spp. , Sargassum o Sphacelaria sp., así como algún pólipo de cnidario y detritus.
Forman pequeñas agregaciones, o "escuelas", para alimentarse, lo que hacen continuamente casi durante todo el día.

## Hábitat y comportamiento
Habitan en aguas tropicales, asociados a arrecifes de coral, en aguas muy superficiales, y, comúnmente, en fondos de escombros y parches de arena.
Ocurren en pequeños grupos de 3-4 individuos, o solitarios.
Son diurnos, y por la noche duermen en grietas, desarrollando una coloración específica de camuflaje, en tonos pardos, y apagando sus colores, en un ejercicio de cripsis, que también desarrollan cuando están estresados.
Su rango de profundidad es 2 - 50 metros, aunque se reportan localizaciones hasta 100 m.

## Distribución geográfica
Estos peces se encuentran en el océano Índico oeste, incluyendo el mar Rojo, desde donde se han introducido también en el mar Mediterráneo, vía el Canal de Suez, como especie invasora.
Está presente en Arabia Saudí, Baréin, Comoros, Chipre, Egipto, Emiratos Árabes Unidos, Eritrea, Grecia, Irán, Israel, Italia, Jordania, Kenia, Kuwait, Líbano, Libia, Madagascar, Mauritius, Malta, Mozambique, Omán, Catar, Reunión, Seychelles, Siria, Somalia, Sudáfrica, Sudán, Tanzania, Túnez, Turquía, Yemen y Yibuti.

## Galería

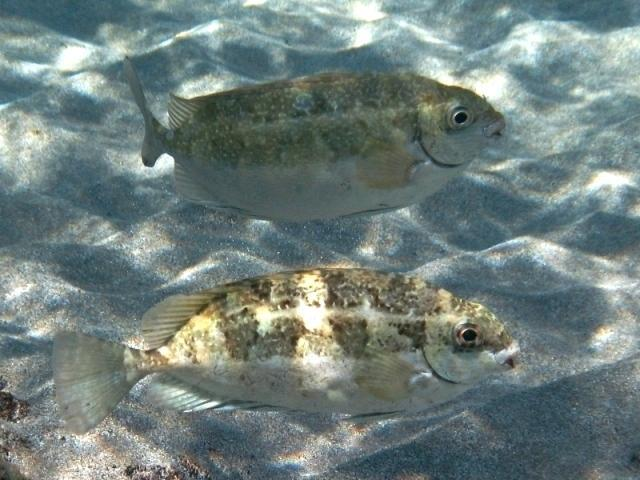
Pareja de S. luridus con librea de camuflaje, Creta, Grecia.
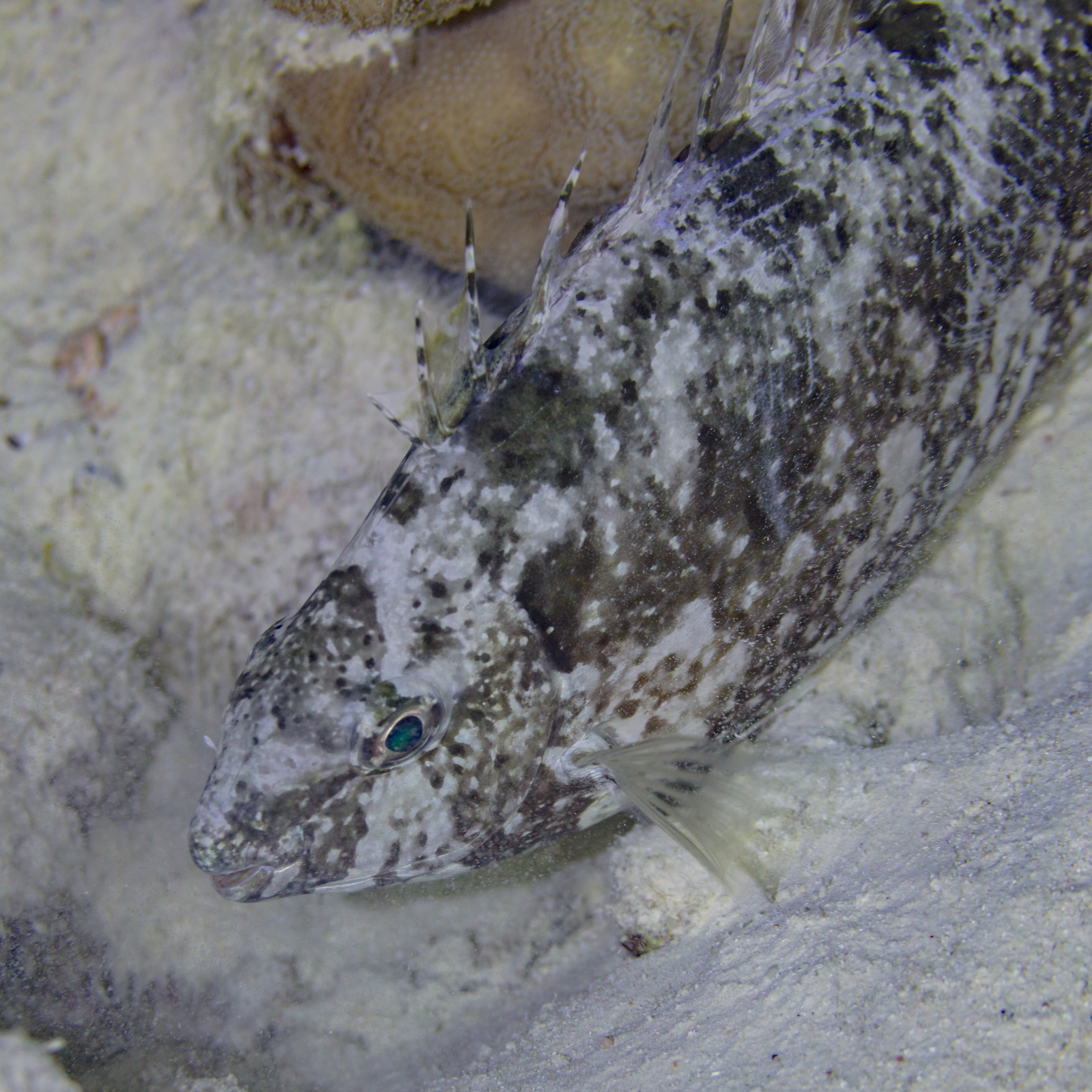
S. luridus.con su traje de camuflaje, en el mar Rojo.
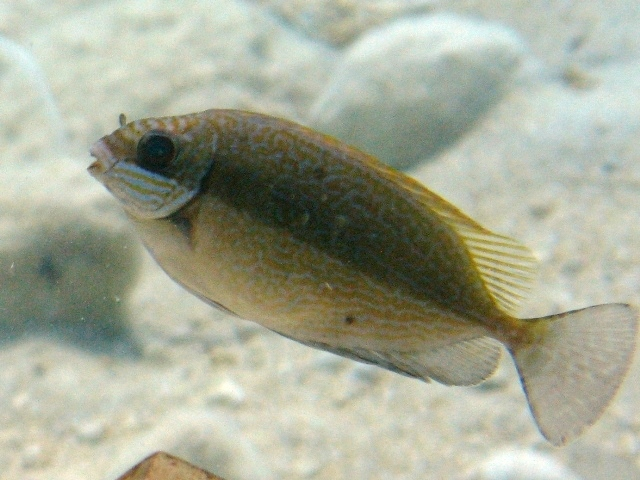
S. luridus en Kárpatos, Grecia.
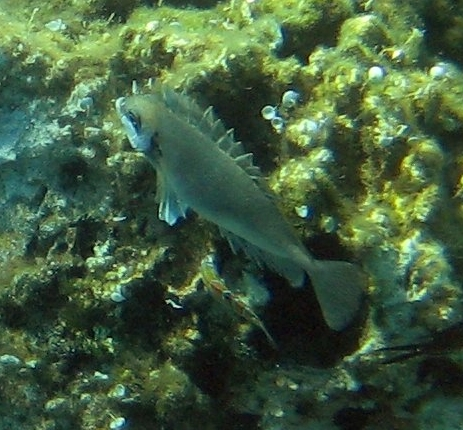
S. luridus con las espinas de las aletas erectas.
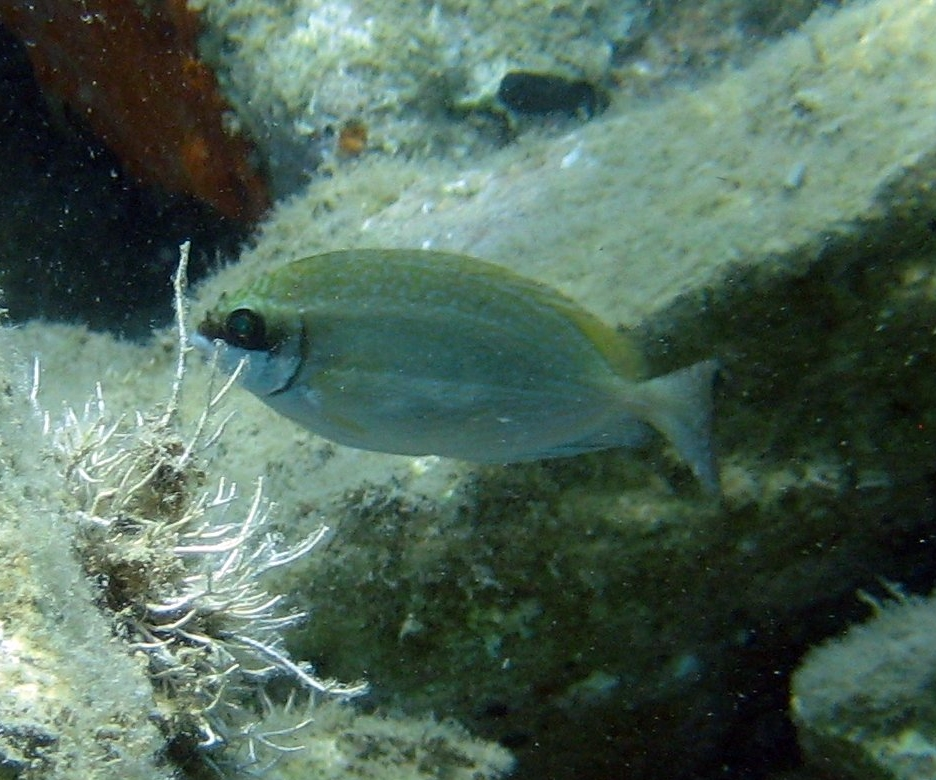
S. luridus en Grecia.
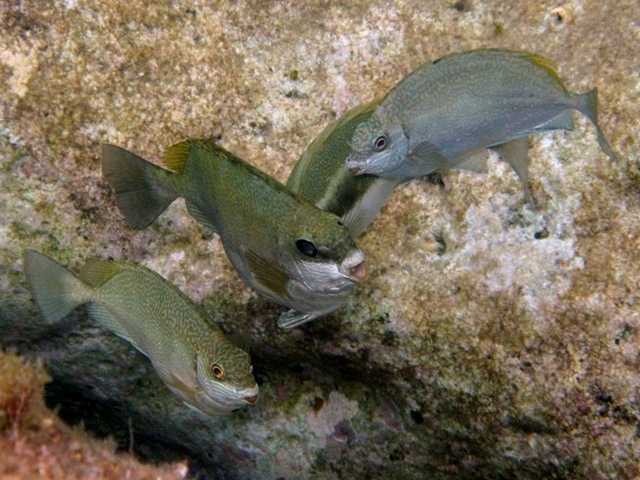
Grupo de S. luridus en Donoussa, Grecia.